# Philippe Coutinho
Philippe Coutinho Correia (Rio de Janeiro, 1992. június 12. –) brazil válogatott labdarúgó, a Vasco da Gama játékosa. Posztját tekintve támadó középpályás, de megfordul időnként balszélső támadóként.

## Pályafutása

### Vasco da Gama
1999-től 2008-ig a CR Vasco da Gama utánpótláscsapatának alkalmazásában állt, 2008-ban a Serie A egyik csapata, a FC Internazionale az akkor 16 éves futballistát négymillió euróért szerződtette. Coutinho 2010-ig a Vasco Da Gamanál játszott kölcsönszerződéssel, majd 18. életéve betöltésével került át tulajdonos klubjához.

### Internazionale Milano
2010. augusztus 27-én debütált az Atlético de Madrid elleni UEFA-szuperkupa-mérkőzésen. Az Inter Milanban az első gólját 2011. május 8-án, a Fiorentina ellen 3–1-re megnyert találkozón szerezte.

### RCD Espanyol
2012. január 30-án az Internazionale kölcsönadta az Espanyol csapatának, a 2011–12-es szezon végéig. 2012. február 4-én az Athletic Bilbao ellen lépett először pályára az Espanyol színeiben.

### Liverpool
2013. január 30-án jelentették be érkezését az a angol Liverpool FC-hez, ahol magas teljesítményt nyújtott.
Erre felfigyelt viszont az FC Barcelona, akik a klublegenda Andrés Iniesta utódját látták benne. A Liverpool mindent elkövetett a Coutinho megtartása érdekében, ám végül kénytelen volt eladni.

### Barcelona
2018. január 6-án 160 millió euróért leigazolta az FC Barcelona csapata. De még nem játszhatott 2 hétig comb sérülése miatt.
Január 25-én a városi rivális Espanyol csapata ellen debütált a kupában, Iniesta cseréjeként. Beállásával a Barca egy fokkal nagyobb sebességre váltva tudott 2–0-ra győzni és bejutni az elődöntőbe.
2018. február 8-án a spanyol kupában a Valencia otthonában a mérkőzés 49. percében Coutinho megszerezte első gólját az új klubjában, a Barcelona 2–0-ra megnyerte a mérkőzést. 24-én hazai pályán a Girona ellen megszerezte első gólját a bajnokságban, a Barcelona 6–1-re megnyerte a mérkőzést.
A következő szezon viszont nem sikerült neki olyan jól, kikerült a kezdő 11-ből és átadólistára került. Sok csapat érdeklődött iránta, viszont az ára elriasztotta őket. Ugyanis klubja 120 millió eurót kért érte, mivel nem akart akkorát bukni a transzferen. A Barcelona vezetősége bevonta volna Neymar PSG-től való visszaszerzésébe, viszont a játékos nem akart Párizsba szerződni.

### Bayern München
2019. augusztus 16-án a Bayern München kölcsönvette Coutinho-t a Barcelonától a 2019-2020-as szezon végéig (vételi opcióval).
A Bayern viszont sokallta a vételárat, ezért nem érvényesítette a vételi opciót.
Barcelona II.
A 2020/2021-es szezon elején visszatért a Barcelonához, de decemberben lesérült, és a szezon hátralévő részében már nem is lépett pályára sérülése miatt.

### Aston Villa
2022. január 7-én az FC Barcelona csapatával megállapodás született, a 2021/22-es idény végéig kölcsönbe érkezett a birminghami együtteshez.
Január 15-én mutatkozott be a csapatban a Manchester United elleni 2–2-s hazai bajnokin, előbb a 68. percben Morgan Sanson-t váltotta, majd a 81. percben 1–2-s állásnál megszerezte első gólját, amivel beállította a 2–2-s végeredményt. A következő héten, első alkalommal lépett pályára a kezdőcsapatban az Everton elleni 0–1-s idegenbeli találkozón.
Február 9-én a Leeds United elleni 3–3-s bajnokin egy gólt, és két asszisztot jegyzett, ezt a teljesítményt egy félidő alatt érte el. Négy fordulóval később, március 5-én gólt, és asszisztot szerzett a Southampton ellen, majd a következő héten a Leeds United ellen ismét gólt jegyzett.

### Ismét a Vasco da Gama
2024. július 10-én egy szezonra kölcsönbe került a Vasco da Gama csapatához. 2025. július 4-én szerződtették.

## Nemzetközi karrierje
2009-ben a brazil U17-es labdarúgó válogatottal megnyerte az U17-es Dél-Amerikai Bajnokságot. A brazil labdarúgó-válogatottban 2010. október 7-én, egy Irán elleni barátságos meccsen debütált. Részt vett a 2015-ös chilei Copa Américán. 2018-ban, a világbajnokságon már kezdőként számolt vele a szövetségi kapitány. 2019-ben Copa América-t nyert.

## Sikerei, díjai

### Klubszinten
Vasco Da Gama
- Campeonato Brasileiro Série B: 2009

Internazionale Milano
- Supercoppa Italiana: 2010
- FIFA-klubvilágbajnokság: 2010
- Coppa Italia: 2010–11

Barcelona
- Spanyol bajnok (2): 2017–2018, 2018–2019
- Spanyol kupagyőztes (1): 2017–2018[20]

Bayern München
- Német bajnok: 2019–2020
- Német kupagyőztes: 2019–2020
- UEFA Bajnokok ligája győztes: 2019–2020

### Válogatottban
Brazília
- Dél-amerikai U17-es labdarúgó-bajnokság: 2009
- U20-as labdarúgó-világbajnokság: 2011
- Copa América-győztes: 2019[21]

## Statisztikái

### Klubokban
2022. március 31-i állapot szerint.
| Klub                     | Szezon            | Bajnokság         | Bajnokság | Bajnokság | Kupa  | Kupa  | Ligakupa | Ligakupa | Nemzetközi | Nemzetközi | Egyéb | Egyéb | Összes | Összes |
| Klub                     | Szezon            | Liga              | Mérk.     | Gólok     | Mérk. | Gólok | Mérk.    | Gólok    | Mérk.      | Gólok      | Mérk. | Gólok | Mérk.  | Gólok  |
| ------------------------ | ----------------- | ----------------- | --------- | --------- | ----- | ----- | -------- | -------- | ---------- | ---------- | ----- | ----- | ------ | ------ |
| Vasco da Gama (kölcsön)  | 2009              | Série B           | 12        | 0         | 0     | 0     | —        | —        | 0          | 0          | 0     | 0     | 12     | 0      |
| Vasco da Gama (kölcsön)  | 2010              | Série A           | 7         | 1         | 7     | 1     | —        | —        | 0          | 0          | 17    | 3     | 31     | 5      |
| Vasco da Gama (kölcsön)  | Összesen          | Összesen          | 19        | 1         | 7     | 1     | —        | —        | 0          | 0          | 17    | 3     | 43     | 5      |
| Internazionale           | 2010–11           | Serie A           | 13        | 1         | 0     | 0     | —        | —        | 6          | 0          | 1     | 0     | 20     | 1      |
| Internazionale           | 2011–12           | Serie A           | 5         | 1         | 0     | 0     | —        | —        | 3          | 0          | —     | —     | 8      | 1      |
| Internazionale           | 2012–13           | Serie A           | 10        | 1         | 0     | 0     | —        | —        | 9          | 2          | —     | —     | 19     | 3      |
| Internazionale           | Összesen          | Összesen          | 28        | 3         | 0     | 0     | —        | —        | 18         | 2          | 1     | 0     | 47     | 5      |
| Espanyol (kölcsön)       | 2011–12           | La Liga           | 16        | 5         | 0     | 0     | —        | —        | —          | —          | —     | —     | 16     | 5      |
| Espanyol (kölcsön)       | Összesen          | Összesen          | 16        | 5         | 0     | 0     | 0        | 0        | 0          | 0          | 0     | 0     | 16     | 5      |
| Liverpool                | 2012–13           | Premier League    | 13        | 3         | 0     | 0     | 0        | 0        | 0          | 0          | —     | —     | 13     | 3      |
| Liverpool                | 2013–14           | Premier League    | 33        | 5         | 3     | 0     | 1        | 0        | —          | —          | —     | —     | 37     | 5      |
| Liverpool                | 2014–15           | Premier League    | 35        | 5         | 7     | 3     | 4        | 0        | 6          | 0          | —     | —     | 52     | 8      |
| Liverpool                | 2015–16           | Premier League    | 26        | 8         | 1     | 1     | 3        | 1        | 13         | 2          | —     | —     | 43     | 12     |
| Liverpool                | 2016–17           | Premier League    | 31        | 13        | 2     | 0     | 3        | 1        | —          | —          | —     | —     | 36     | 14     |
| Liverpool                | 2017–18           | Premier League    | 14        | 7         | 0     | 0     | 1        | 0        | 5          | 5          | —     | —     | 20     | 12     |
| Liverpool                | Összesen          | Összesen          | 152       | 41        | 13    | 4     | 12       | 2        | 24         | 7          | —     | —     | 201    | 54     |
| Barcelona                | 2017–18           | La Liga           | 18        | 8         | 4     | 2     | —        | —        | —          | —          | —     | —     | 22     | 10     |
| Barcelona                | 2018–19           | La Liga           | 34        | 5         | 7     | 3     | —        | —        | 12         | 3          | 1     | 0     | 54     | 11     |
| Barcelona                | 2020–21           | La Liga           | 12        | 2         | 0     | 0     | —        | —        | 0          | 0          | 0     | 0     | 14     | 3      |
| Barcelona                | 2021–22           | La Liga           | 12        | 2         | 0     | 0     | —        | —        | 4          | 0          | 0     | 0     | 16     | 2      |
| Barcelona                | Összesen          | Összesen          | 76        | 17        | 11    | 5     | —        | —        | 18         | 4          | 1     | 0     | 106    | 26     |
| Bayern München (kölcsön) | 2019–20           | Bundesliga        | 23        | 8         | 4     | 0     | —        | —        | 11         | 3          | —     | —     | 38     | 11     |
| Bayern München (kölcsön) | Összesen          | Összesen          | 23        | 8         | 4     | 0     | —        | —        | 11         | 3          | 0     | 0     | 38     | 11     |
| Aston Villa (kölcsön)    | 2021–22           | Premier League    | 10        | 4         | 0     | 0     | —        | —        | —          | —          | —     | —     | 10     | 4      |
| Aston Villa (kölcsön)    | Összesen          | Összesen          | 10        | 4         | 0     | 0     | —        | —        | —          | —          | —     | —     | 10     | 4      |
| Teljes pályafutás        | Teljes pályafutás | Teljes pályafutás | 324       | 79        | 35    | 10    | 12       | 2        | 71         | 16         | 19    | 3     | 461    | 110    |

### A válogatottban
| Nemzeti csapat | Évek     | Pályára lépések | Gólok |
| -------------- | -------- | --------------- | ----- |
| Brazília       | 2010     | 1               | 0     |
| Brazília       | 2014     | 4               | 0     |
| Brazília       | 2015     | 7               | 1     |
| Brazília       | 2016     | 11              | 5     |
| Brazília       | 2017     | 9               | 2     |
| Brazília       | 2018     | 13              | 5     |
| Brazília       | 2019     | 16              | 4     |
| Brazília       | 2020     | 2               | 1     |
| Összesen       | Összesen | 63              | 18    |

#### Góljai a válogatottban
| #   | Dátum                | Helyszín                                                       | Ellenfél    | Gól | Végeredmény | Verseny                          |
| --- | -------------------- | -------------------------------------------------------------- | ----------- | --- | ----------- | -------------------------------- |
| 1.  | 2015. június 7.      | Allianz Parque, São Paulo, Brazília                            | Mexikó      | 1–0 | 2–0         | Barátságos mérkőzés              |
| 2.  | 2016. június 8.      | Camping World Stadion, Orlando, Egyesült Államok               | Haiti       | 1–0 | 7–1         | Copa América Centenario          |
| 3.  | 2016. június 8.      | Camping World Stadion, Orlando, Egyesült Államok               | Haiti       | 2–0 | 7–1         | Copa América Centenario          |
| 4.  | 2016. június 8.      | Camping World Stadion, Orlando, Egyesült Államok               | Haiti       | 7–1 | 7–1         | Copa América Centenario          |
| 5.  | 2016. október 6.     | Arena das Dunas, Natal, Brazília                               | Bolívia     | 2–0 | 5–0         | 2018-as világbajnokság-selejtező |
| 6.  | 2016. november 10.   | Estádio Mineirão, Belo Horizonte, Brazília                     | Argentína   | 1–0 | 3–0         | 2018-as világbajnokság-selejtező |
| 7.  | 2017. március 27.    | Arena de São Paulo, São Paulo, Brazília                        | Paraguay    | 1–0 | 3–0         | 2018-as világbajnokság-selejtező |
| 8.  | 2017. augusztus 31.  | Arena do Grêmio, Porto Alegre, Brazília                        | Ecuador     | 2–0 | 2–0         | 2018-as világbajnokság-selejtező |
| 9.  | 2018. március 23.    | Luzsnyiki Stadion, Moszkva, Oroszország                        | Oroszország | 2–0 | 3–0         | Barátságos mérkőzés              |
| 10. | 2018. június 10.     | Ernst Happel Stadion, Bécs, Ausztria                           | Ausztria    | 3–0 | 3–0         | Barátságos mérkőzés              |
| 11. | 2018. június 17.     | Rosztov Aréna, Rosztov-na-Donu, Oroszország                    | Svájc       | 1–0 | 1–1         | 2018-as labdarúgó-világbajnokság |
| 12. | 2018. június 22.     | Kresztovszkij Stadion, Szentpétervár, Oroszország              | Costa Rica  | 1–0 | 2–0         | 2018-as labdarúgó-világbajnokság |
| 13. | 2018. szeptember 11. | FedExField, Landover, Egyesült Államok                         | Salvador    | 3–0 | 5–0         | Barátságos mérkőzés              |
| 14. | 2019. június 9.      | Estádio Beira-Rio, Porto Alegre, Brazília                      | Honduras    | 3–0 | 7–0         | Barátságos mérkőzés              |
| 15. | 2019. június 14.     | Morumbi Stadion, São Paulo, Brazília                           | Bolívia     | 1–0 | 3–0         | 2019-es Copa América             |
| 16. | 2019. június 14.     | Morumbi Stadion, São Paulo, Brazília                           | Bolívia     | 2–0 | 3–0         | 2019-es Copa América             |
| 17. | 2019. november 19.   | Mohammed bin Zayed Stadion, Abu-Dzabi, Egyesült Arab Emírségek | Dél-Korea   | 2–0 | 3–0         | Barátságos mérkőzés              |
| 18. | 2020. október 9.     | Neo Química Arena, São Paulo, Brazília                         | Bolívia     | 5–0 | 5–0         | 2022-es világbajnokság-selejtező |